# Yahel Sherman
Yahel Sherman alias Yahel (hebräisch יהל שרמן; * 12. Mai 1976 in Maʿalot-Tarschiha, Israel) ist ein israelischer DJ und Musikproduzent.
Seine bevorzugte Stilrichtung ist Psychedelic Trance.
Yahel begann bereits mit 14 Jahren aufzulegen. 2005 wurde er bei der DJ Mag-Wahl auf Platz 47 der weltbesten DJs gewählt. Ein Jahr später machte Yahel 19 Plätze gut und belegte bereits Platz 28, welchen er im Jahr 2007 erfolgreich halten konnte.
Er ist bekannt für seine melodiösen, treibenden FullOn-Sounds.

## Diskografie
- For the People (Februar 2000) Label SST
- Waves of Sound (Oktober 2000) Label Hommega
- Mixing in Action (Januar 2001) Label Phonokol
- Private Collection (Januar 2002) Label Hommega
- Hallucinate (Februar 2003) Label Phonokol
- Something to Remember (Oktober 2003) Phonokol
- Around The World (März 2005) Phonokol
- Super Set (November 2005) FTP Music
- Super Set 2 (2007) FTP Music (inklusive Bonus-CD von Roy Sela)
- Xport (2008) Phonokol / FTP Music